# Sheryl Crow (album)
Sheryl Crow è il secondo album della cantautrice americana Sheryl Crow, pubblicato il 24 settembre del 1996.
Nell'ottobre dello stesso anno raggiunse la sesta posizione nella classifica Billboard Top 200 e il quinto posto nell'inglese UK Top 40 Chart. Con le sue 2 244 000 copie vendute, Sheryl Crow è da considerarsi uno degli album più prolifici dell'artista statunitense dopo Tuesday Night Music Club.

## Storia
Nonostante le aspre vicissitudini legate allo scioglimento del Tuesday Night Music Collective, nel 1995 Bill Bottrell viene formalmente incaricato di seguire anche la realizzazione del secondo album di Sheryl Crow, il cui lancio è previsto per l'autunno 1996. La nuova collaborazione, però, avrà vita molto breve: dopo la stesura di soli tre brani il travagliato sodalizio fra la cantautrice e il suo pigmalione verrà infatti definitivamente interrotto.
A seguito della brusca rottura, spinta dalla necessità di prendere completamente le redini del suo successo, la Crow fonda una propria etichetta discografica e stabilisce il suo quartier generale a New Orleans. Il suo collaboratore principale diventa a questo punto Jeff Trott, un musicista e cantautore con cui stringe un prolifico sodalizio che dura ancora oggi. Con Trott, Sheryl compone per il nuovo album - nel frattempo intitolato Sheryl Crow - alcuni titoli destinati ad un grande successo. Fra questi vanno annoverati: If It Makes You Happy, brano grazie al quale l'artista riceverà due Grammy Awards; Everyday Is a Winding Road e A Change Would Do You Good. Alle sessioni di registrazione partecipa anche Trina Shoemaker, un ingegnere del suono che farà coppia fissa con la cantante per lungo tempo.

### Il Caso Wal-Mart
Pochi giorni dopo il debutto la scalata verso il successo viene bruscamente interrotta da un'eclatante azione dimostrativa messa in atto dalla grande catena americana di discount Wal-Mart: a causa di un verso, contenuto in uno dei sedici brani della tracklist, il disco viene rimosso dagli scaffali degli oltre 2200 punti vendita al dettaglio della società. Il testo incriminato è quello del brano Love is a good thing contenente, nelle battute iniziali, espliciti riferimenti verso il colosso statunitense circa la vendita di armi da fuoco a minori nei propri negozi.
Sheryl Crow (con il sostegno dei vertici dell'A&M) rifiutò espressamente la modifica del testo, requisito unico per la reimmissione dell'album nel circuito di vendita della società: secondo l'artista il brano si riferiva, infatti, non tanto alla Wal-Mart bensì alla facilità con cui negli Stati Uniti è possibile acquistare armi legalmente.
La censura, in vigore ancora oggi, penalizzò circa il 10% della potenziali vendite del disco negli USA. In molte aree rurali infatti, dove Wal-Mart è talvolta l'unico rivenditore di prodotti musicali, la vendita del disco venne praticamente preclusa ai residenti.

## Tracce
1. Maybe Angels – 4:56 (S. Crow, B. Bottrell)
2. A Change Would Do You Good – 3:50 (S. Crow, B. MacLeod, J. Trott)
3. Home – 4:51 (S. Crow)
4. Sweet Rosalyn – 3:51 (S. Crow, J. Trott)
5. If It Makes You Happy – 5:23 (S. Crow, J. Trott)
6. Redemption Day – 4:27 (S. Crow)
7. Hard to Make a Stand – 3:07 (B. Bottrell, R.S. Bryan, S. Crow, T. Wolfe)
8. Everyday Is a Winding Road – 4:16 (S. Crow, B. MacLeod, J. Trott)
9. Love Is a Good Thing – 4:43 (S. Crow, T. Wadhams)
10. Oh Marie – 3:30 (B. Bottrell, S. Crow, J. Trott)
11. Superstar – 4:58 (S. Crow, J. Trott)
12. The Book – 4:34 (S. Crow, J. Trott)
13. Ordinary Morning – 3:55 (S. Crow)

Tracce bonus nell'edizione europea
1. Sad Sad World – 4:06 (S. Crow, B. MacLeod, J. Trott)
2. Hard to Make a Stand (alternate version) – 3:30 (B. Bottrell, R.S. Bryan, S. Crow, T. Wolfe)

Traccia bonus nell'edizione UK
1. Free Man – 3:20 (S. Crow)

## Edizioni speciali
Nel 1997 è stata pubblicata una particolare edizione dell'album dal titolo Sheryl Crow - Signature Tour Edition contenente, oltre al disco originale (con l'aggiunta dei brani Sad Sad World e Hard To Make A Stand - Alternate), un bonus-cd live registrato il 26 novembre 1996 durante un concerto allo Shepherd's Bush Empire di Londra. Ecco la lista tracce:
1. If It Makes You Happy – 5:33 (S. Crow, J. Trott)
2. Leaving Las Vegas – 6:45 (S. Crow, B. Bottrell, D. Baerwald)
3. Hard to Make a Stand – 4:23 (B. Bottrell, R.S. Bryan, S. Crow, T. Wolfe)
4. Can't Cry Anymore – 5:33 (S. Crow, B. Bottrell)
5. Everyday Is a Winding Road – 4:59
6. On the Outside – 7:58 (S. Crow, J. Trott)

## Formazione
Musicisti
- Sheryl Crow – voce, chitarra acustica, chitarra elettrica, basso, pianoforte, armonium, organo Hammond, Fender Rhodes, Wurlitzer, Moog
- Davey Faragher – basso
- Tad Wadhams – basso
- Anders Rundblad – basso, chitarra acustica
- Steve Berlin – sassofono
- R.S. Bryan – wah wah
- Jim Keltner – batteria
- Steve Donnelly – chitarra elettrica, dobro
- R. Scott Bryan – chitarra
- Mitchell Froom – armonium,  tastiere
- Pete Thomas – batteria
- Brian MacLeod – batteria
- Michael Urbano – batteria
- Curtis Fowlkes – corno
- Dave Douglas – corno
- Neil Finn – voce
- Jane Scarpantoni – archi
- Jeff Trott – voce, chitarra acustica, chitarra elettrica
- Wally Ingram – batteria, djembè
- Todd Wolfe – chitarra elettrica, chitarra acustica, dobro
- Dan Rotchild – basso

Tecnici
- Produttore: Sheryl Crow
- Produttore Esecutivo: Stephen Weintraub
- Assistente alla Produzione: Mitchell Froom
- Engineers: Blair Lamb, Bob Salcedo, Trina Shoemaker, Tchad Blake
- Assistenti Engineers: Ron Black, S."Husky" Höskulds, Cappy Japngie, John Paterno
- Missaggio: Tchad Blake
- Mastering: Bob Ludwig
- Loop: Sheryl Crow, Brian MacLeod, Jeff Trott, Michael Urbano
- String arrangements: Mitchell Froom
- Horn arrangements: Mitchell Froom
- Coordinamento: Pam Werheimer
- Direzione Artistica: Jeri Heiden, Karen Walker
- Design: Jeri Heiden, Karen Walker
- Foto: James Minchin, Stephanie Pfriender, Steen Sundland

## Classifiche
Album - Billboard (Nord America)
| Anno | Classifica          | Posizione |
| ---- | ------------------- | --------- |
| 1996 | Billboard Hot 200   | 6         |
| 1996 | UK Albums Chart     | 5         |
| 1997 | Top Canadian Albums | 12        |

Singoli - Billboard (Nord America)
| Anno   | Singolo                      | Classifica              | Posizione |
| ------ | ---------------------------- | ----------------------- | --------- |
| 1996   | "If It Makes You Happy"      | Adult Top 40            | 5         |
| 1996   | "If It Makes You Happy"      | Mainstream Rock Tracks  | 37        |
| 1996   | "If It Makes You Happy"      | Modern Rock Tracks      | 6         |
| 1996   | "If It Makes You Happy"      | Top 40 Mainstream       | 4         |
| 1996/7 | "If It Makes You Happy"      | Top 40 Adult Recurrents | 2         |
| 1996   | "If It Makes You Happy"      | The Billboard Hot 100   | 10        |
| 1996   | "If It Makes You Happy"      | Official Singles Chart  | 9         |
| 1997   | "Everyday Is a Winding Road" | Adult Top 40            | 4         |
| 1997   | "Everyday Is a Winding Road" | Mainstream Rock Tracks  | 31        |
| 1997   | "Everyday Is a Winding Road" | Modern Rock Tracks      | 17        |
| 1997   | "Everyday Is a Winding Road" | Top 40 Adult Recurrents | 2         |
| 1997   | "Everyday Is a Winding Road" | Top 40 Mainstream       | 5         |
| 1997   | "Everyday Is a Winding Road" | The Billboard Hot 100   | 11        |
| 1997   | "Everyday Is a Winding Road" | Official Singles Chart  | 12        |
| 1997   | "Hard To Make A Stand"       | Official Singles Chart  | 22        |
| 1997   | "A Change Would Do You Good" | Adult Top 40            | 5         |
| 1997   | "A Change Would Do You Good" | Modern Rock Tracks      | 25        |
| 1997   | "A Change Would Do You Good" | Top 40 Adult Recurrents | 5         |
| 1997   | "A Change Would Do You Good" | Top 40 Mainstream       | 16        |
| 1997   | "A Change Would Do You Good" | Official Singles Chart  | 8         |
| 1997   | "Home"                       | Official Singles Chart  | 25        |